# الکس پریرا
الکس پریرا (انگلیسی: Alex Pereira؛ زادهٔ ۷ ژوئیهٔ ۱۹۸۷) ورزشکار هنرهای رزمی ترکیبی، کیک‌بوکسر و بوکسور اهل برزیل است. وی پیشتر کمربند قهرمانی نیمه‌سنگین‌وزن و میان‌وزن سازمان یواف‌سی را در اختیار داشت.
او در حال حاضر در بخش نیمه‌سنگین‌وزن سازمان یواف‌سی رقابت می‌کند، جایی که او قهرمان سابق نیمه‌سنگین‌وزن یواف‌سی و قهرمان میان‌وزن یواف‌سی است. از ۱۱ مارس ۲۰۲۵، او در رتبه‌بندی نیمه‌سنگین‌وزن یواف‌سی رتبه اول و از ۱ ژوئیه ۲۰۲۵، رتبه دهم را در رتبه‌بندی پوند به پوند مردان یواف‌سی دارد.
او نهمین مبارز در تاریخ یواف‌سی است که در دو دسته وزنی مختلف قهرمان شده و اولین مبارزی است که در هر دو دسته وزنی میان‌وزن و نیمه‌سنگین‌وزن این سازمان قهرمان شده است. در کیک بوکسینگ، او قهرمان سابق میان‌وزن و نیمه‌سنگین‌وزن گلوری است و اولین و تنها مبارزی است که عناوین گلوری را به‌طور همزمان در دو دسته وزنی داشته است. پریرا تنها مبارز شناخته‌شده‌ای است که در دو بخش هنرهای رزمی ترکیبی (ام‌ام‌ای) و کیک بوکسینگ قهرمان جهان شده و به عنوان یکی از بزرگ‌ترین ورزشکاران رزمی تمام دوران شناخته می‌شود. پریرا در فوریه ۲۰۲۱ در رده‌بندی کیک بوکسینگ میان‌وزن و نیمه‌سنگین‌وزن رتبه اول را کسب کرد.